# Phyllophaga lanceolata
Phyllophaga lanceolata är en skalbaggsart som beskrevs av Thomas Say 1823. Phyllophaga lanceolata ingår i släktet Phyllophaga och familjen Melolonthidae. Inga underarter finns listade i Catalogue of Life.